# Estat de Kebbi
Kebbi és un dels estats de Nigèria amb la seva capital a Birnin Kebbi. L'estat va ser creat per segregació d'una part de l'estat de Sokoto el 1991. Kebbi limita amb l'estat de Sokoto, l'estat del Níger, l'estat de Zamfara, la regió de Dosso a la República de Níger i la república de Benín. Té una àrea total de 36.800 km². Kebbi està poblat principalment per hausses, amb alguns membres de les ètnies lelna, bussawa, dukawa, kambari i kamuku. Els habitants són predominantment musulmans que practiquen l'islam com a religió.

## Història
Kebbi és tradicionalment considerat per la mitologia sarki com la pàtria dels estats Banza bakwai o regnes Hausses originals. Segons una recent recerca basada en tradicions orals locals, llistes de reis i crònica de Kebbi, el regne de Kebbi va ser fundat cap al 600 aC per refugiats de l'imperi Assiri conquerit pels babilonis i medes el 612 aC. Un esdeveniment local important fou la conquesta per Songhai en la segona meitat del segle xv.

## Geografia
L'estat de Kebbi va ser creat per segregació d'una part de l'estat de Sokoto el 17 d'agost de 1991. L'Estat tenia una població total de 3.256.541 habitants al cens del 2006 (dels quals 1.631.629 eren mascles i 1.624.912 femelles. Està dividit en 21 àrees de govern local (Local Government Areas, LGA (anglès)). La població és haussa i fulani i parla aquestes llengües. Les ciutats principals són Birnin-Kebbi, Argungu i Yelwa.
L'estat té sabana sudanesa i del Sahel. La part del sud és generalment rocosa amb el riu Níger travessant l'estat des de Benín a la LGA de Ngaski. La part del nord de l'estat és sorrenca amb el riu Rima que passa a través d' Argungu cap a la LGA de Bagudo on desaigua al Níger. L'agricultura és l'ocupació principal dels habitants especialment en àrees rurals, les collites produeixen principalment grans; la pastura d'animals i la pesca fluvial és també habitual. Cristianisme i Islam són les religions dominants de les persones, però amb clara majoria de l'islam. Hi ha 225 divisions polítiques, 3000 poblaments i 1036 poblaments aïllats en les 21 Àrees de Govern Local de l'Estat.

### Àrees de Govern local
L'estat de Kebbi està dividit en vint-i-una (21) Àrees de Govern Local (LGAs), quatre consells d'emirat (Gwandu, Argungu, Yauri i Zuru), i 35 districtes. El LGAs és de la manera següent:
- Aleiro
- Arewa Dandi
- Argungu
- Augie
- Bagudo
- Birnin Kebbi
- Bunza
- Dandi
- Fakai
- Gwandu
- Jega
- Kalgo
- Koko/Besse
- Maiyama
- Ngaski
- Sakaba
- Shanga
- Suru
- Wasagu/Danko
- Yauri
- Zuru